# Gomphichis crassilabia
Gomphichis crassilabia är en orkidéart som beskrevs av Leslie Andrew Garay. Gomphichis crassilabia ingår i släktet Gomphichis och familjen orkidéer.
Artens utbredningsområde är Ecuador. Inga underarter finns listade i Catalogue of Life.